# بیچرد
بیچرد (به مجاری:  Bicsérd) یک منطقهٔ مسکونی در مجارستان است که در ناحیه سنت‌لورینتس واقع شده‌است.